# The Boys from Doraville
The Boys from Doravilla is het negende studioalbum (tiende album) dat verscheen van Atlanta Rhythm Section (ARS). ARS en hun muziek lag niet meer goed bij het publiek. Dat publiek had de New wave en punk ontdekt en de southern rock ging daarmee langzaam ten onder, zo ook ARS. De nieuwe drummer van de band Roy Yeager had al meegespeeld in de toer die volgde op Underdog en was met dit album vast lid geworden. Het album is opnieuw opgenomen in de Studio One in Doraville. Of de titel van het album een knipoog is naar het boek van Ira Levin The Boys from Brazil is onbekend.
De band ging uit elkaar, maar kwam al snel weer samen. Polydor zag af van verdere bemoeienissen met de band; ze stapte over naar Columbia Records; geen gelukkig bleek achteraf.

## Musici
- Ronnie Hammond – zang
- Barry Bailey – gitaar
- J.R. Cobb – slaggitaar en achtergrondzang
- Paul Goddard – basgitaar
- Dean Daughtry – toetsinstrumenten
- Roy Yeager – drums

met
- Stray Straton – achtergrondzang Silver eagle en I ain’t much
- Rick Maxwell – steelgitaar Silver eagle
- Steve Hammond – achtergrondzang Next year’s rock ‘n’ roll, I ain’t much.

## Tracklist
| Nr. | Titel                                           | Duur |
| --- | ----------------------------------------------- | ---- |
| 1.  | Cocain Charlie (Buie, Hammond)                  | 4:53 |
| 2.  | Next year’s rock & roll (Buie, Daughtry)        | 5:20 |
| 3.  | I ain’t much (Buie, Cobb)                       | 4:23 |
| 4.  | Putting my faith in love (Buie, Cobb, Daughtry) | 5:10 |

| Nr. | Titel                                        | Duur |
| --- | -------------------------------------------- | ---- |
| 1.  | Rough at the edges (Buie, Daughtry)          | 3:16 |
| 2.  | It’s only music (Silver eagle)               | 3:51 |
| 3.  | Pedestral (Buie, Hammond)                    | 2:49 |
| 4.  | Try my love (Buie, Hammond)                  | 4:04 |
| 5.  | Strictly R & R (Buie, Daughtry, Nix, Walker) | 4:41 |

Eerst in 2010 volgde een uitgave op compact disc door het Britse retro-platenlabel BGO Records. Het werd samen met Underdog op één schijfje gezet.